# Sint-Marcuskerk (Augsburg)
De Sint-Marcuskerk (Duits: St.-Markus-Kirche) of Kapel van Sint-Marcus (Duits: Markuskapelle) is de kerk in de Fuggerei in Augsburg. De kerk is gebouwd in de stijl van het maniërisme door bouwmeester Johannes Holl en werd gebouwd tussen 1580 en 1582. De kerk werd ontworpen voor en bekostigd door Philipp Eduard Fugger en Markus Fugger.
De kerk heeft een angelusklokje en een dakruiter. Op het kerkportaal is een buste van Sint- Marcus de evangelist te vinden. De kerk is opgedragen aan Sint-Marcus.
De kerk werd in de 18e eeuw gewijzigd naar de stijl van barok. De kerk werd vernietigd tijdens het bombardement op Augsburg in 1944. De kerk werd bij de herbouw in 1950 weer opgetrokken in haar originele maniëristische staat.
De kerk ligt in het verlengde van de toegangspoort aan de Herrengasse in de Fuggerei.

## Geschiedenis
De inwijding vond plaats in 1582. De kerk diende als een vervanging voor de protestants geworden Sint-Jacobskerk in de Jakobervorstadt. Daardoor waren de katholieke bewoners van de Fuggerei en van de Jakobervorstadt aangewezen op het verderop in de stad gelegen Franciscanenklooster.
In 1731 vond onder leiding van bouwmeester Johann Schuster een verbouwing naar de Barokke stijl plaats. Bij het bombardement op Augsburg in 1944 brandde de kerk volledig uit. Na de Tweede Wereldoorlog in 1950 werd de kerk herbouwd.
De inwoners zijn dagelijks verplicht een Onzevader en een Weesgegroet te bidden voor de stichter Jakob Fugger de Rijke en de familie Fugger.

## Afbeeldingen

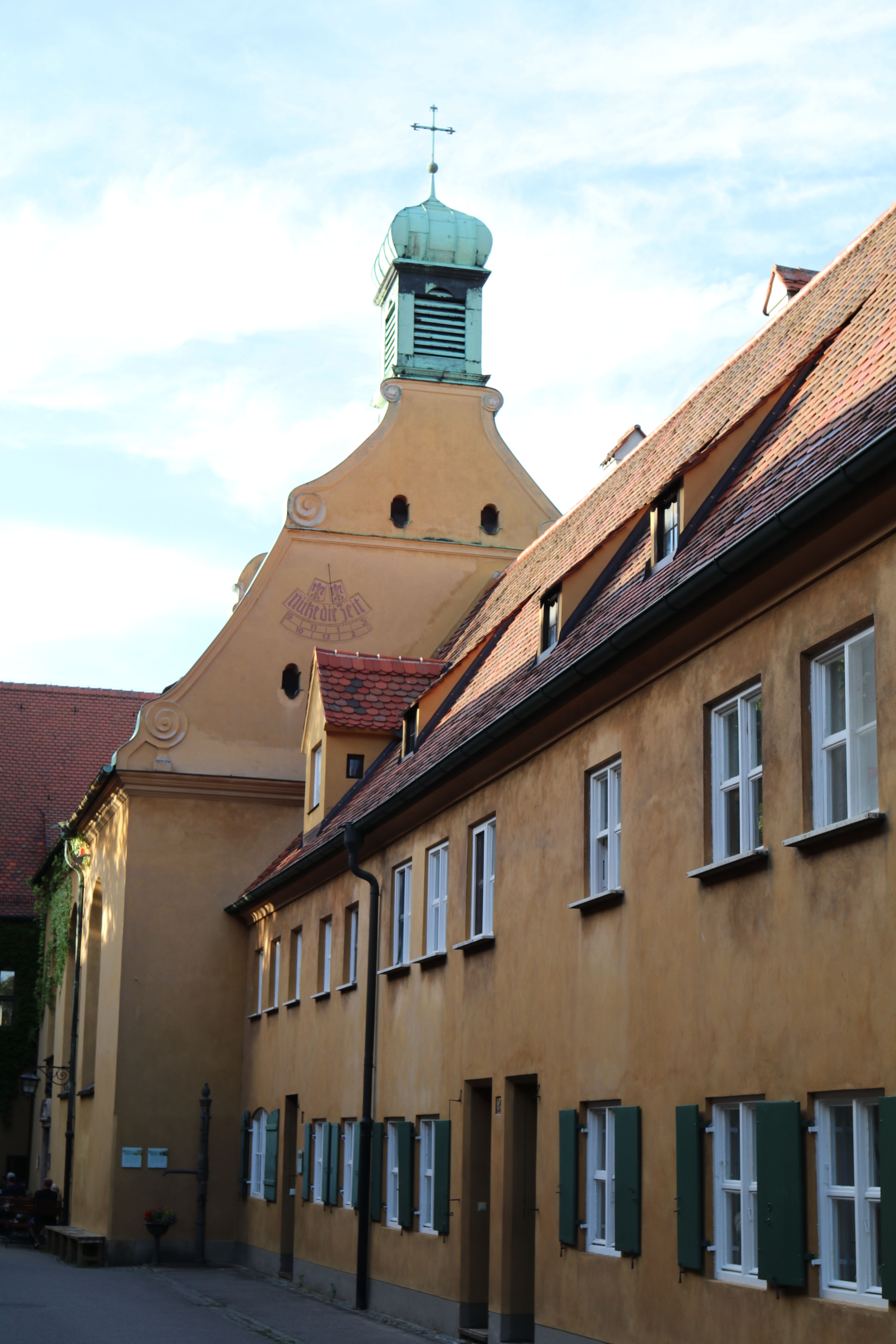
De Sint-Marcuskerk gefotografeerd in de richting van de toegangspoort, vanuit de Herrengasse in de Fuggerei
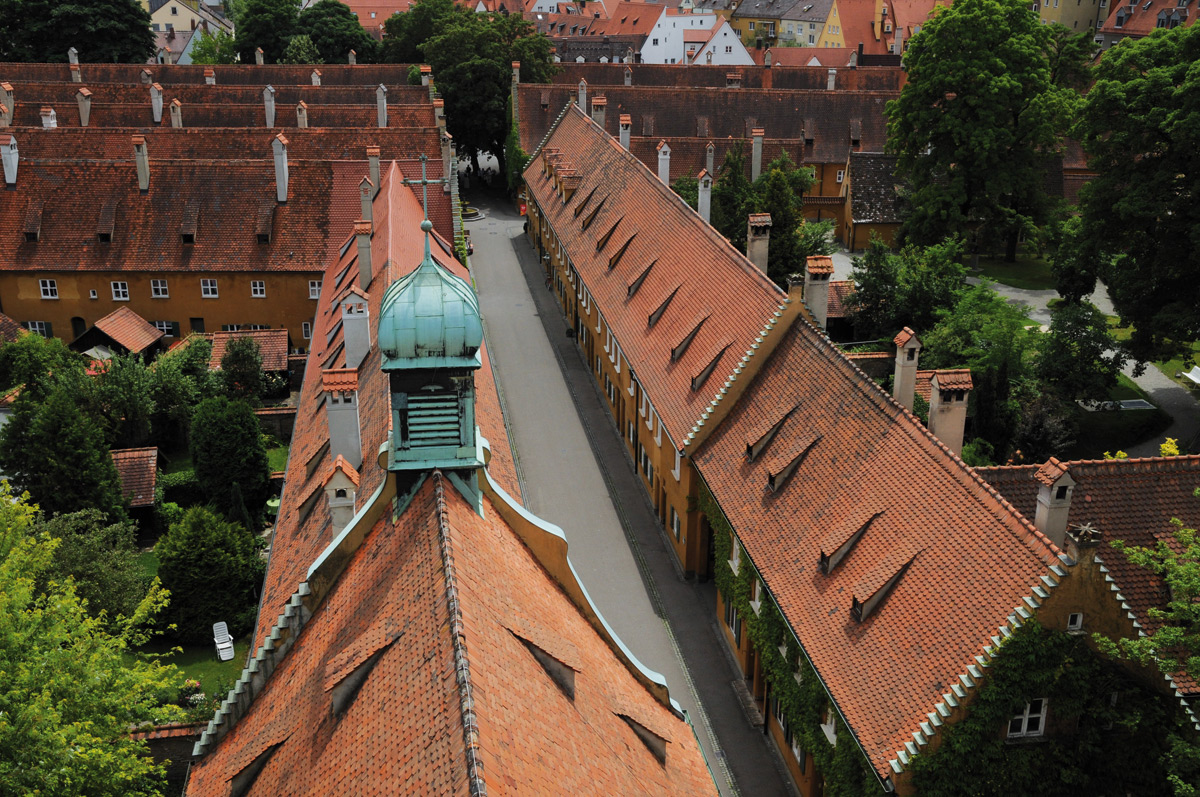
De Sint-Marcuskerk en de Herrengasse, vanuit de lucht
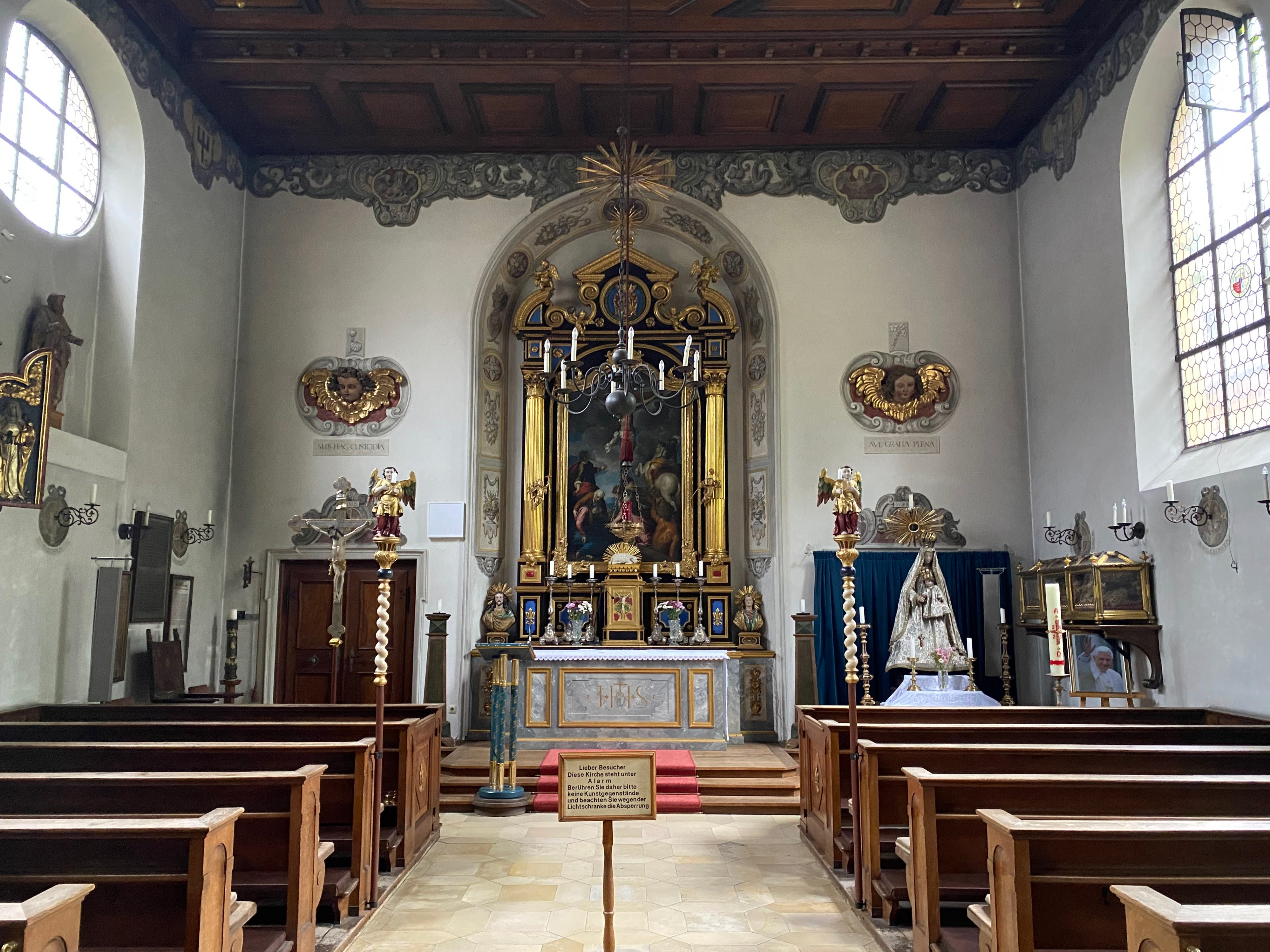
Het interieur van de Sint-Marcuskerk met het hoofdaltaar